# The Ballad of John and Yoko
«The Ballad of John and Yoko» es una canción de The Beatles lanzada como sencillo con "Old Brown Shoe" como cara B en mayo de 1969. Escrita por John Lennon, aunque la canción se atribuyó a Lennon-McCartney.
Es una crónica sobre los acontecimientos que rodearon el matrimonio de John Lennon y Yoko Ono, y sobre sus actividades juntos. Fue lanzada como sencillo mientras estaban en su encamada por la paz, y se grabó durante las grabaciones del disco Abbey Road. 
Había una controversia sobre el uso de la palabra Cristo en la canción, por la cual, siete emisoras de radio de los Estados Unidos la censuraron. España también la censuró porque la canción decía que Gibraltar estaba cerca de España en vez de considerarse como parte de ella. Por ese motivo, en España la canción no se incluyó en los álbumes recopilatorios Hey Jude y The Beatles/1967-1970, aunque en principio el sencillo sí se haya llegado a comercializar, llegando incluso al número 1 de Los 40 Principales Anexo:Los números uno de Los 40 Principales (España) 1969.

## Grabación
"The Ballad of John and Yoko" fue grabada por John Lennon y Paul McCartney mientras George Harrison estaba de vacaciones y Ringo Starr rodaba la película The Magic Christian. A Lennon le vino la inspiración para la canción y le pidió ayuda a McCartney para grabarla sin esperar a los otros miembros. 
Lennon hizo la voz principal y tocó las dos guitarras (acústica y eléctrica) y la percusión, McCartney hizo los coros y tocó el bajo, el piano, la batería y las maracas. El riff del outro fue inspirado por la canción de Johnny Burnette y Dorsey "Lonesome Tears in My Eyes", versionada por The Beatles en sus primeros años y grabada en el disco Live at the BBC.
Las grabaciones revelan el intercambio de conversación entre los músicos:
Lennon (en la guitarra):"Un poco más rápido, Ringo".
McCartney (en la batería):"OK, George".
La canción originalmente iba a llamarse: "The Ballad of John and Yoko (They're Going to Crucify Me)"
Tanto la canción como las circunstancias de su publicación fueron inusuales para The Beatles, y revelan el infeliz momento por el que estaba pasando la banda en los últimos meses. Lennon estaba molesto porque en años anteriores las canciones de McCartney aparecían en la cara A mientras que las suyas lo hacían en la cara B de los sencillos.  Así pues, publicar esta canción como sencillo fue, al parecer, un gesto para apaciguar a Lennon, que de hecho funcionó, ya que éste se quedó en la banda hasta terminar de grabar Abbey Road.
La canción menciona a Peter Brown, un empresario ligado al equipo de dirección de The Beatles desde sus orígenes.

## Créditos[4]
The Beatles
- John Lennon: voz principal; guitarras solista (Epiphone Casino), acústica (Gibson 160e); percusión.
- Paul McCartney: batería (Ludwig Hollywood Maple), piano (Steinway Vertegrand), bajo (Rickenbacker 4001s), armonía vocal y maracas.

 Equipo de producción
- George Martin: producción.
- Geoff Emerick: ingeniería de sonido.

## Controversia
La canción fue prohibida en las emisoras de radio de Estados Unidos por las palabras "Cristo" y "crucificar":

"Christ you know it ain't easy, you know how hard it can be. The way things are going, they're going to crucify me".

Español: "Cristo, sabes que no es fácil, tú sabes lo difícil que puede ser. Como van las cosas, me van a crucificar".

Estas frases, sumadas a las declaraciones de Lennon en el año 1966, en las que decía que The Beatles eran más conocidos que Jesucristo.
La canción fue número uno en el Reino Unido, no así en los Estados Unidos.

## Versiones
- La Banda de Rock brasileña Titãs, grabó una versión en portugués de la canción para su álbum debut homónimo en 1984.
- Dave Edmunds en el concierto tributo a John Lennon en Liverpool de 1990.
- El cantante israelí Arik Einstein y Los Churchillis grabaron una versión hebrea de la canción.
- Beatallica grabó una parodia de la canción original de Metallica "Battery", titulándola "The Battery of Jaymz & Yoko", en su álbum de 2009 "Masteful Mystery Tour".
- La banda de Rock Sureño Widespread Panic la ha versionado varias veces en directo, quedando recogida una de sus actuaciones en su disco en directo Wood, publicado en 2012.

## Posición en las listas
| Año  | País           | Lista               | Posición | Semanas N.º 1 | Semanas en lista |
| ---- | -------------- | ------------------- | -------- | ------------- | ---------------- |
| 1969 | Reino Unido    | Record Retailer     | 1        | 3             | 14               |
| 1969 | Reino Unido    | New Musical Express | 1        | 3             |                  |
| 1969 | Reino Unido    | Melody Maker        | 1        | 3             | 10               |
| 1969 | Estados Unidos | Billboard Hot 100   | 8        | —             | 9                |
| 1969 | Estados Unidos | Record World        | 7        | —             |                  |
| 1969 | Estados Unidos | Cash Box            | 10       | —             |                  |